# Lekkoatletyka na Letnich Igrzyskach Olimpijskich 1900 – bieg na 60 metrów mężczyzn

Bieg na 60 metrów był najkrótszym dystansem biegów lekkoatletycznych podczas Letnich Igrzysk Olimpijskich w 1900 roku w Paryżu. Była to konkurencja rozgrywana po raz pierwszy na igrzyskach olimpijskich. Odbyła się 15 lipca 1900 roku w Lasku Bulońskim (zarówno eliminacje, jak i finał). Startowało 10 lekkoatletów z 6 państw. Przeprowadzono dwa biegi eliminacyjne, z których po dwóch pierwszych zawodników awansowało do finału.
Zwycięzcą zawodów został Amerykanin Alvin Kraenzlein.

## Eliminacje

### Bieg 1
| Poz.  | Zawodnik              | Kraj              | Wynik    | Uwagi |
| ----- | --------------------- | ----------------- | -------- | ----- |
| 1.    | Alvin Kraenzlein      | Stany Zjednoczone | 7,0      | Q     |
| 2.    | Edmund Minahan        | Stany Zjednoczone | (7,0)    | Q     |
| 3.    | Norman Pritchard      | Indie Brytyjskie  | (7,1)    |       |
| 4.-5. | Adolphe Klingelhoefer | Francja           | nieznany |       |
| 4.-5. | Isaac Westergren      | Szwecja           | nieznany |       |

### Bieg 2
| Poz.  | Zawodnik         | Kraj              | Wynik    | Uwagi |
| ----- | ---------------- | ----------------- | -------- | ----- |
| 1.    | Walter Tewksbury | Stany Zjednoczone | 7,2      | Q     |
| 2.    | Stanley Rowley   | Australia         | (7,3)    | Q     |
| 3.    | William Holland  | Stany Zjednoczone | nieznany |       |
| 4.-5. | Pál Koppán       | Węgry             | nieznany |       |
| 4.-5. | Ernő Schubert    | Węgry             | nieznany |       |

## Finał
| Poz.   | Zawodnik         | Kraj              | Wynik | Uwagi |
| ------ | ---------------- | ----------------- | ----- | ----- |
| złoto  | Alvin Kraenzlein | Stany Zjednoczone | 7,0   | =     |
| srebro | Walter Tewksbury | Stany Zjednoczone | 7,1   |       |
| brąz   | Stanley Rowley   | Australia         | 7,2   |       |
| 4.     | Edmund Minahan   | Stany Zjednoczone | (7,3) |       |